# Liste des comtes et vicomtes de Bourges
Bourges est une ville qui dépendait du duché d'Aquitaine pendant la période mérovingienne. Charles Martel, maire du palais des royaumes francs  la prend en 731, mais Eudes, duc d'Aquitaine la reprend peu après. Pépin le Bref la reprend en 761 et y installe un comte. En 926, Raoul de Bourgogne, roi des Francs, supprime le comté et en fait une vicomté, relevant directement de la couronne. Au cours du XIe siècle, les vicomté deviennent peu à peu des seigneurs jouant un rôle indépendant du roi de France dans le jeu féodal. Cependant, cette indépendance sera éphémère car cette vicomté est vendue en 1101 à Philippe Ier, roi des Francs.

## Les comtes de Bourges
| vers 585        | Bollon ou Ollon, comte de Bourges à l'époque du roi Gontran et de Gondovald. |
| vers 642        | Sigeali |
| vers 700 et 738 | Aganus |
| 761-778         | Chunibert Ier ou Humbert Ier, nommé par Pépin le Bref en 761. Il semble qu'il se soit allié à l'occasion à Waïfre, duc d'Aquitaine contre Pépin. Plus tard, Charlemagne le remplace par Sturmin. Humbert Ier est peut-être fils du pépinide Godefried et de Pomponia, fille d'Optatus, évêque de Bourges. Il a peut-être épousé une petite-fille d'Aganus. Cependant, certains auteurs font de Chunibert et d'Humbert deux comtes distincts, le premier nommé par Waïfre, exilé de Bourges par Pépin de 763 à 767, et le second nommé par Charlemagne en 778,. |
| après 778       | Sturmin. |
|                 | Ébroïn, comte en Aquitaine en 800, évêque de Bourges de 789 à 810/820, peut-être fils d'Humbert Ier. Il n'est cependant pas certain qu'il soit comte de Bourges. |
| 802-838         | Wicfred († 838), peut-être fils d'Ebroïn, descendant certain d'Humbert Ier. Marié à Oda, il est le père d'Aiga, femme de Robert (Nibelungide), comte palatin en 822. |
| ???-855         | Chunibert II ou Humbert II, dont la veuve se remarie à Charles l'Enfant, roi d'Aquitaine et fils de Charles le Chauve,. |
| 855-867         | Girart de Roussillon (v. 810 † 874),. |
| 867-868         | Egfried, nommé par Charles le Chauve, et tué par les partisans de Girart,. |
| 868-872         | Girart de Roussillon de nouveau (v. 810 † 874),. |
| 872-876         | Boson (v. 844 † 887), plus tard roi en Provence,. |
| 876-878         | Bernard de Gothie († apr. 879), marquis de Gothie |
| 878-879         | Bernard Plantevelue (841 † 886), parent d'Egfried,. |
| 879-887         | Boson de nouveau. |
| 887-889         | Hugues († 892) ,. |
| 889-918         | Guillaume Ier le Pieux (v. 841 † 918), fils de Bernard Plantevelue, |
| 918-926         | Guillaume II le Jeune († 926), duc d'Aquitaine, neveu du précédent,. |

En 926, Raoul de Bourgogne, roi de France, supprime le comté et en fait une vicomté, relevant directement de la couronne.

## Les vicomtes de Bourges
| à partir de 962          | Geoffroy Ier Papabas, |
|                          | Geoffroy II Bosberas, |
| en 1012 et en 1037       | Geoffroy III le Noble,, il avait épousé Edelburge de Déols |
|                          | Geoffroy IV le Meschin, |
| en 1061                  | Étienne, |
| en 1090 et jusqu'en 1101 | Eudes Herpin († 1130), marié à Mahaut de Sully, fille de Gillon, seigneur de Sully et d'Elberge, fille de Geoffroy IV. En 1101, il vend Bourges à Philippe Ier, roi de France, afin de pouvoir financer son départ en croisades. Il est capturé à la bataille de Rama en 1102. De retour en Europe, il devient moine à Cluny et prieur de la Charité,. |